# Dybowskis Frosch
Dybowskis Frosch (Rana dybowskii) ist eine Art aus der Gattung der Echten Frösche, die im Osten Russlands und in Ostasien verbreitet ist.

## Merkmale
Dybowskis Frosch hat eine Kopf-Rumpf-Länge von 5,8 bis 8,4 cm bei Weibchen und 5,2 bis 6,4 cm bei Männchen. Die Grundfarbe ist braun mit kaum Flecken auf dem glatthäutigen Rücken. Eine dorsolaterale (seitlich auf dem Rücken verlaufende) Falte ist vorhanden, jedoch nur schwach ausgeprägt. Sie hat einen leichten Knick hinter dem Tympanum (Trommelfell). Dieses ist kreisförmig und mit einem Durchmesser von mindestens zwei Dritteln des Auges eher groß. Von der Oberlippe über das Auge bis zum Beinansatz verläuft ein dunkler Streifen. Die ovalen Pupillen sind waagerecht gestellt. Auf den Hinterbeinen verlaufen streifenartige Flecken. Während der Paarungszeit wird die Färbung der Tiere sowohl bei den Männchen als auch bei den Weibchen insgesamt heller.
Eine auf Tsushima sympatrisch vorkommende Art ist Rana tsushimensis, die jedoch kleiner ist und auf der Oberlippe einen weißen Streifen aufweist. Zudem ist das Tympanum bei dieser Art kleiner, mit einem Durchmesser, der etwa der Hälfte des Auges entspricht.

## Lebensweise
Die Froschlurche leben vor allem in Wäldern, aber auch in Feuchtwiesen und Reisfeldern. Die Paarungszeit liegt zwischen Februar und April. Die Laichballen enthalten jeweils zwischen etwa 350 und 4000 Eier. Zum Laichen werden Stillgewässer wie Reisfelder, Teiche, Seen, Gräben und Regenpfützen aufgesucht. Einige Tiere überwintern im Wasser, vor allem in Bächen und Flüssen mit steinigem Grund. Dabei bilden sie oft Ansammlungen von bis etwa tausend Tieren und gelegentlich kommt es zu einem durch Hypoxie verursachten Massensterben. Dybowskis Frosch verbringt etwa die Hälfte seiner Lebenszeit im Überwinterungszustand mit einer stark reduzierten Stoffwechselrate. Die Geschlechtsreife erreichen die Tiere vermutlich im zweiten bis dritten Lebensjahr. Das Höchstalter der Froschlurche liegt bei fünf bis sechs Jahren.
Die Kaulquappen ernähren sich von Algen, Gefäßpflanzen und Detritus sowie Amphibienlaich, darunter dem des Sibirischen Winkelzahnmolches. Im Gegensatz zu vielen anderen syntopen Amphibien fressen sie auch Eier der eigenen Art. Nach ihrer Metamorphose ernähren sich die Froschlurche zunächst von Spinnentieren, Springschwänzen, Fransenflüglern, Hautflüglern und Zikaden, wohingegen adulte Frösche Spinnen, Weichtiere und Insekten fressen.

## Verbreitungsgebiet und Status

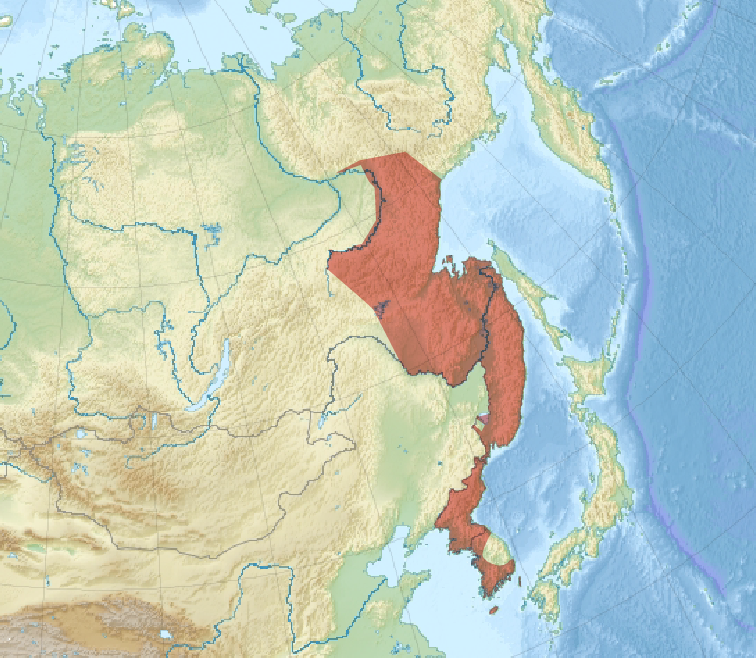
Verbreitungsgebiet von Dybowskis Frosch

Dybowskis Frosch ist vom äußersten Osten Russlands über Nord- und Südkorea bis zur japanischen Insel Tsushima verbreitet. Möglicherweise kommt er auch im Osten Chinas vor, hier ist die Abgrenzung zu Rana chensinensis noch unklar. Die Art findet sich bis mindestens 900 m Höhe.
Die IUCN stuft Dybowskis Frosch aufgrund seines großen Verbreitungsgebiets als nicht gefährdet (least concern) ein und den Populationstrend als stabil. Die Art wird in großer Anzahl für traditionelle chinesische Medizin gesammelt. Eine weitere Bedrohung ist der zunehmende Verlust an geeigneten Lebensräumen, zum Beispiel durch den Bau von Staudämmen.

## Taxonomie
Die Art wurde 1876 von dem deutschen Zoologen Albert Günther wissenschaftlich erstbeschrieben. Sie ist zu Ehren des russisch-polnischen Naturforschers Benedykt Dybowski benannt. Hybride mit Rana pirica sind nicht fortpflanzungsfähig.